# Synagoga w Windawie
Synagoga w Windawie zwana Letnią (łot. Ventspils sinagoga, Vasaras sinagoga) – bóżnica znajdująca się w Windawie przy ul. Synagogalnej 9 (Sinagogas iela). 
Została zbudowana w 1830 roku (według innych źródeł w 1856) na planie prostokąta jako jednopiętrowy murowany gmach ze spadzistym dachem. W okresie I Republiki Łotewskiej przeszła gruntowną rekonstrukcję (1930–37). W czasach ZSRR przebudowano ją na użytek przemysłu drzewnego.